# Robert J. van de Graaff
Robert Jemison van de Graaff (Alabama, 20 de diciembre de 1901 - Boston, 16 de enero de 1967) fue un físico estadounidense, conocido por crear el Generador de Van de Graaff.

## Biografía

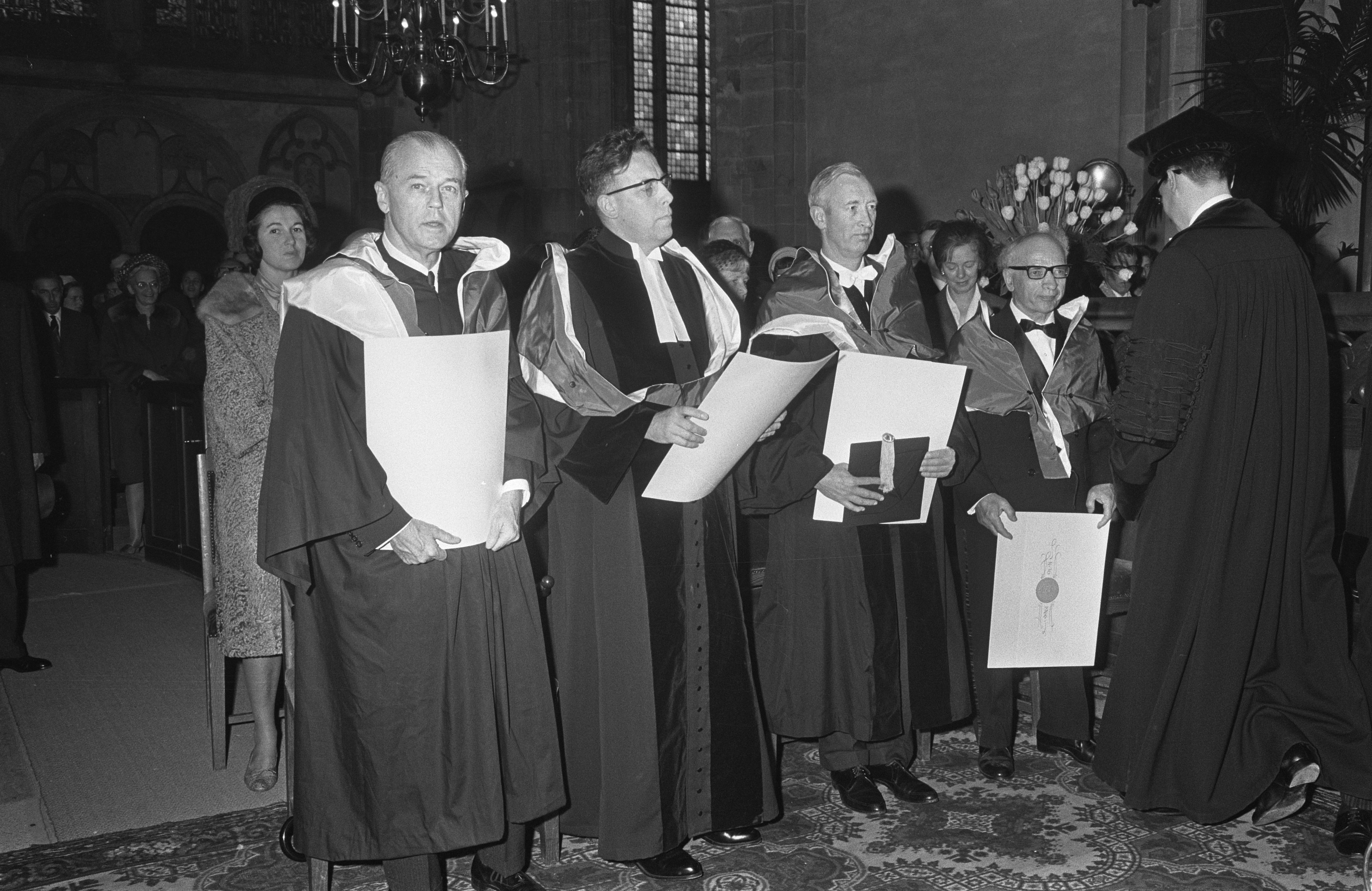
Robert J. Van de Graaff, a la izquierda de la imagen (1966)

Van de Graaff nació en Tuscaloosa (Alabama). Sus padres eran descendientes de emigrantes de origen holandés.
Formado en la Universidad de Alabama, estudió durante algunos años en la Universidad de la Sorbona de París, así como en la Universidad de Oxford, en la que se doctoró en el año 1928. A su regreso a los Estados Unidos trabajó primero en Princeton y, a partir de 1931, pasó a formar parte de la plantilla del Instituto Tecnológico de Massachusetts (MIT).
Entre sus desarrollos más notables destaca el generador eléctrico de alto voltaje que lleva su nombre, construido en el año 1931.
Generador de Van de Graaff
Los generadores Van de Graaff utilizan una correa aislante motorizada (generalmente hecha de caucho) para conducir carga eléctrica desde una fuente de alta tensión en un extremo de la correa hasta el interior de una esfera metálica en el otro extremo. Dado que la carga eléctrica reside en el exterior de la esfera, se acumula para producir un potencial eléctrico mucho mayor que el de la fuente primaria de alta tensión.
Dificultades prácticas limitan el potencial producido por los grandes generadores de Van de Graaff a unos 7 millones de voltios. Los generadores Van de Graaff se utilizan principalmente como fuentes de alimentación de CC para aceleradores de partículas atómicos lineales utilizados para experimentos de física nuclear. Con generadores tandem en serie puede producirse alrededor de 15 millones de voltios.

## Reconocimientos
- El cráter lunar Van de Graaff lleva este nombre en su memoria.[3]